# 联合派拉蒙电视网
联合派拉蒙电视网（英語：United Paramount Network，UPN）是一个在美国播映超过11年拥有200个市场的电视网。UPN的拥有者是CBS集團，该公司同时也是哥伦比亚广播公司电视网的拥有者。UPN于1995年1月16日开播，後來与WB合并成CW電視台。2006年9月15日UPN电视台关闭，2006年9月17日WB電視網停播，18日CW電視台開播。